# Andreas Maislinger
Andreas Maislinger (* 26. února 1955 St. Georgen u Salcburku) je rakouský historik, politolog a zakladatel „Österreichischer Gedenkdienst“ (rakouští památkáři).

## Biografie
Maislinger studoval právo a politologii v Salcburku, Vídni, Frankfurtu nad Mohanem a Berlíně. Roku 1980 promoval v Salcburku jako doktor filozofie s disertací zaměřenou na problémy rakouské obranné politiky. Potom se dobrovolně angažoval v polské části „Aktion Sühnezeichen Friedensdienste“ a hned poté vykonával civilní službu v „Internationaler Versöhnungsbund“ ve Vídni.

Mezi roky 1982 a 1991 působil Maislinger na politologickém institutu university v Innsbrucku, na univerzitě v New Orleans, na Humboldtově univerzitě v Berlíně a na hebrejské univerzitě v Jeruzalémě. Roku 1982 se stal spoluzakladatelem pracovního kolektivu nezávislých iniciativ za mír v Rakousku a roku 1986 zakládajícím členem izraelsko-rakouské společnosti v Tyrolsku.

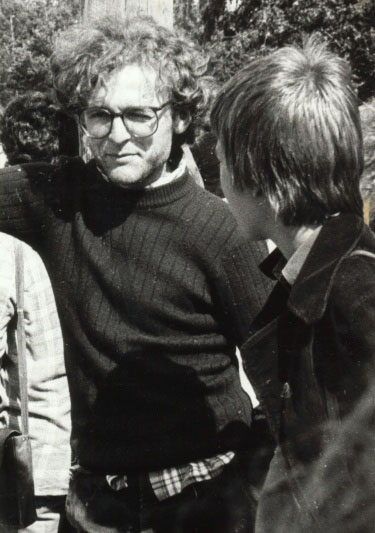
Andreas Maislinger během účasti na Aktion Sühnezeichen Friedensdienste – Polsko, 1981

Od roku 1992 je Maislinger vědeckým vedoucím každoročně konaných dnů příběhů času v Braunau am Inn („Braunauer Zeitgeschichte Tage“). V rámci této akce popisoval v roce 2000 „různé cesty“ Rakušanů, Němců, Čechů a Židů v 20. století a v roce 2003 porovnal život v Braunau na Inu, Broumově a v Lavarone.
Roku 2005 získal od rakouského prezidenta Heinze Fischera stříbrné vyznamenání rakouské republiky.

## Publikace
- Friedensbewegung in einem neutralen Land. Zur neuen Friedensbewegung in Österreich. In: Medienmacht im Nord-Süd-Konflikt. Suhrkamp, Frankfurt am Main 1984 ISBN 3-518-11166-3
- „Neue“ Österreichische Friedensbewegung. In: Österreichisches Jahrbuch für Politik 1983. Wien, 1984
- Das katholisch-konservative Lager. In: Widerstand und Verfolgung in Tirol 1934–1945, Band 2. ÖBV, Wien 1984 ISBN 3-215-05368-3
- „Den Nationalsozialisten in die Hände getrieben“. Zur Geschichtspolitik der SPÖ von 1970 bis 2000. In: Europäische Rundschau, Heft 3/2001

### Editace
- Costa Rica. Politik, Gesellschaft und Kultur eines Staates mit ständiger aktiver und unbewaffneter Neutralität. Inn-Verlag, Innsbruck 1986 ISBN 3-85123-091-4
- Der Putsch von Lamprechtshausen. Zeugen des Juli 1934 berichten. Eigenverlag, Innsbruck 1992 ISBN 3-901201-00-9